# Tomás Martínez Guarinos
Tomás Martínez (Totana, 1943) va ser un líder sindical murcià, president de la Unión de Trabajadores i Técnicos (UTT) del Metal. També va ser membre de CCOO i del PSUC.
Com explicava en una entrevista feta pel centre d'estudis de l'Hospitalet: “Sentía que tenía que hacer algo, no me podía quedar con los brazos cruzados”.
Va morir a L'Hospitalet de Llobregat el 6 d'abril de 2024.